# True Sale International
Die True Sale International (TSI) ist eine von deutschen Banken gegründete Finanz-Lobbyorganisation zur Förderung des deutschen Verbriefungsmarktes. Sie hat die Rechtsform einer GmbH.

## Geschichte
Das Unternehmen ist 2004 aus einem Projekt (True Sale Initiative) von dreizehn großen deutschen Banken aus allen Säulen des deutschen Kreditgewerbes hervorgegangen. Seit Mitte 2004 besteht die TSI in der Rechtsform einer GmbH, die folgende Aufgaben wahrnimmt:
- die Förderung der Interessen der deutschen Verbriefungsindustrie einschließlich der damit verbundenen Öffentlichkeitsarbeit sowie Unterstützung und Beratung der gesetzgebenden Körperschaften und Behörden
- die Bereitstellung einer Infrastruktur für Verbriefungen mit deutschen Emissionsgesellschaften (Verbriefungsplattform)
- die Entwicklung und Implementierung von Qualitätsstandards für Verbriefungen (Certified by True Sale International)
- die Bereitstellung einer gemeinsamen Plattform für die deutsche Verbriefungsindustrie zum Austausch verbriefungsrelevanter Themen. Dazu gehört auch die Ausrichtung von fachbezogenen Veranstaltungen zu den deutschen Kredit- und Verbriefungsmärkten, wie beispielsweise dem jährlich stattfindenden TSI Kongress in Berlin.

## Aufgaben
Das Unternehmen wird in seinen Aufgaben und seiner Arbeit von Partnern aus den Bereichen Banken, Kanzleien, Wirtschaftsprüfungsgesellschaften, Dienstleistern und Ratingagenturen unterstützt.
Über die TSI-Verbriefungsplattform wurden in den letzten fünfzehn Jahren fast 140 Transaktionen mit einem Gesamtvolumen von ca. 240 Mrd. Euro Risikotransfer abgewickelt. Die Akzeptanz der deutschen Verbriefungsplattform hat dabei insbesondere seit 2007 im Zuge der kritischen Diskussion um Subprime-Verbriefungen und Offshore-Lösungen deutlich zugenommen. Die TSI behauptet die hohe Qualität von Verbriefungen deutscher Bankkredite beruhe dabei auch auf den guten aufsichtsrechtlichen Rahmenbedingungen sowie dem spezifischen Geschäftsmodell deutscher Banken im Hinblick auf Verbriefungen. So verbriefen deutsche Banken nur einen kleinen Teil ihrer Bilanzsumme und wenden für verbriefte Kredite die gleichen Qualitätsstandards an, wie für nicht verbriefte Kredite. Auch sind deutsche Banken mit den verbrieften Krediten in der Regel weiter über die Wahrnehmung der Kundenbeziehung sowie durch die Übernahme einer Risikobeteiligung verbunden.

## Organisation
Das Unternehmen hat zehn Gesellschafter, sie wird darüber hinaus aber von einer Vielzahl weiterer Banken sowie den mit Verbriefungsthemen befassten Institutionen unterstützt. Geschäftsführer der TSI ist Jan-Peter Hülbert, der Beiratsvorsitzende ist Bernd Loewen, Vorstandsmitglied der KfW Bankengruppe.